# Trasllat de Crist (Rafael)
El Trasllat de Crist, també coneguda com a Deposició Borghese, és la taula central del Retaule Baglioni de Rafael Sanzio, el qual fou conclòs el 1507. Es tracta d'una de les pintures més ambicioses del període florentí de Rafael, ja que hi va haver d'harmonitzar una composició de moltes figures en actituds contraposades. La reflexió que li va exigir aquesta obra es pot veure en la quantitat d'estudis preparatoris que es conserven des de 1505.

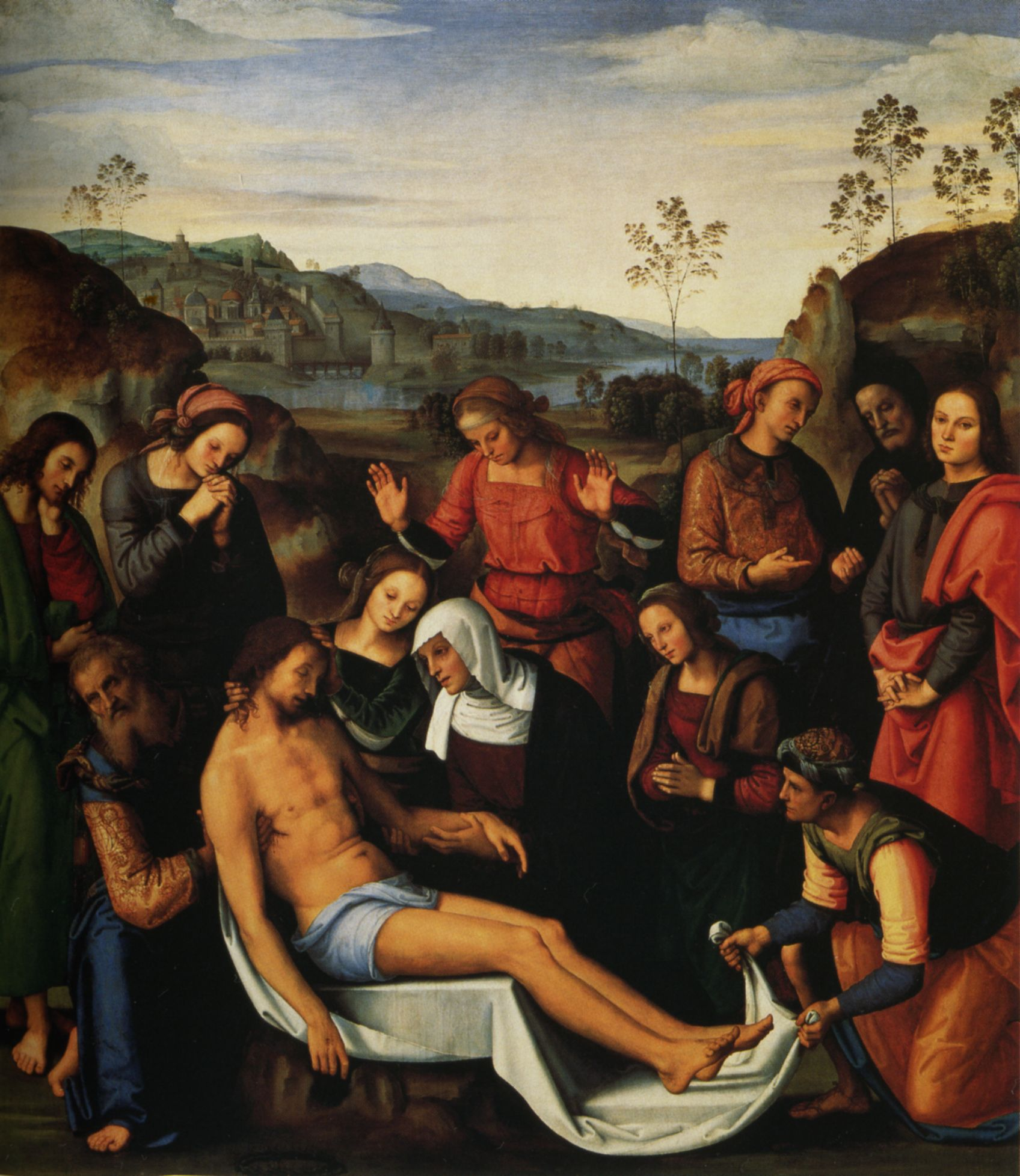
Lamentació sobre Crist mort (1495) de Pietro Perugino. Aquesta obra va influir en el primer disseny per a la taula central del retaule encarregat a Rafael per Atalanta Baglioni.

La taula conforma el centre del Retaule (en italià pala) Baglioni, que es completava amb un Déu pare beneint en el coronament i amb unes personificacions de les virtuts teològiques a la predel·la, a més d'altres elements decoratius de transició. Del retaule original s'han dispersat les obres, ja que la imatge del Pare Etern beneint es conserva a la Galeria Nacional d'Úmbria, mentre que les Virtuts teològiques i angelets a la Pinacoteca Vaticana. Rep el nom de Retaule Baglioni perquè va ser encarregat per Atalanta Baglioni, membre d'una de les famílies més importants de Perusa, ciutat on Rafael continuava estant actiu.

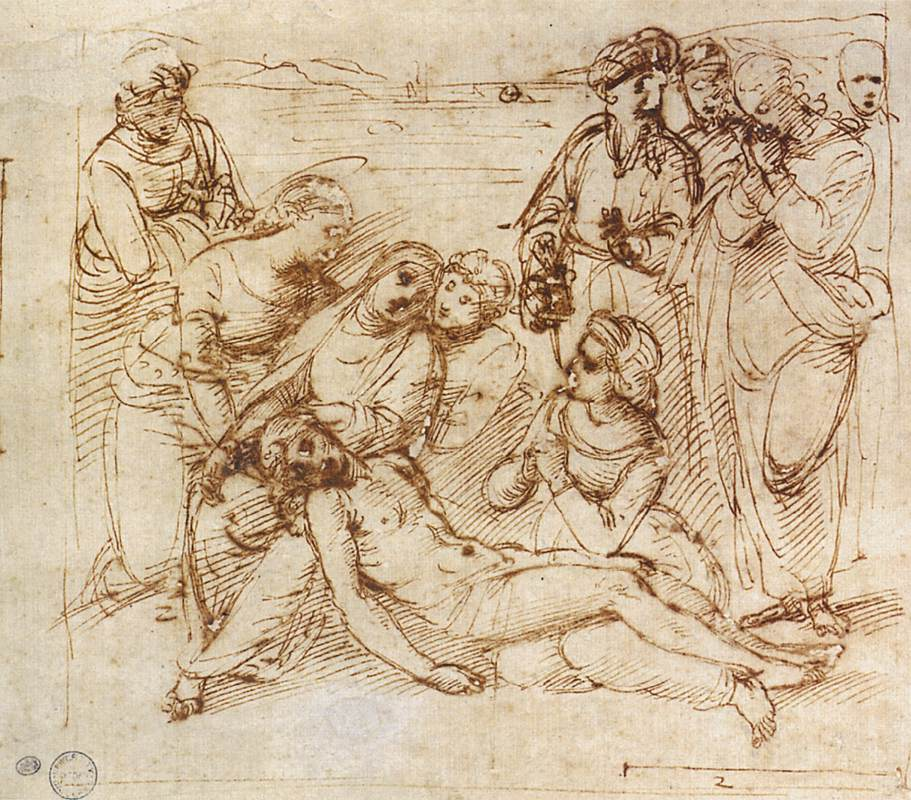
Dibuix preparatori del Trasllat de Crist (c. 1505) conservat a Oxford.

El Trasllat de Crist va experimentar grans canvis des del seu projecte inicial. Un dibuix preparatori que es troba a Oxford i data de cap a 1505 mostra que la seva primera idea era una Lamentació sobre Crist mort similar a la realitzada per Il Perugino en 1495 per al temple de Santa Clara de Florència, en la qual la composició estava exempta de dramatisme i resultava bastant convencional, potser per respondre a les idees compositives demanades per Atalanta.
No obstant això, en el quadre final el que es representa és el trasllat del cadàver de Crist sostingut per dos homes que subjecten un llençol amb força on hi reposa el pes de Jesús. Aquesta escena se situa en el primer terme de la composició i a la dreta, en segon pla, es produeix la lamentació de la Verge, que s'ha convertit en un espasme o desmai. El dinamisme de l'escena es reforça gràcies a la tremolor als cabells de Maria Magdalena, que sosté la mà esquerra inerta de Crist i en el faldó del jove que d'esquena i en posició de tres quarts carrega el pes de les seves cames. El grup de la Verge atesa per diverses dones es desplaça a un pla secundari, variant així el que es preveu en la primera composició, però s'accentua l'esquinçament mitjançant la presentació del seu esvaïment. Es crea d'aquesta manera un paral·lelisme entre Crist i la seva mare perquè tots dos han de ser sostinguts per altres figures.

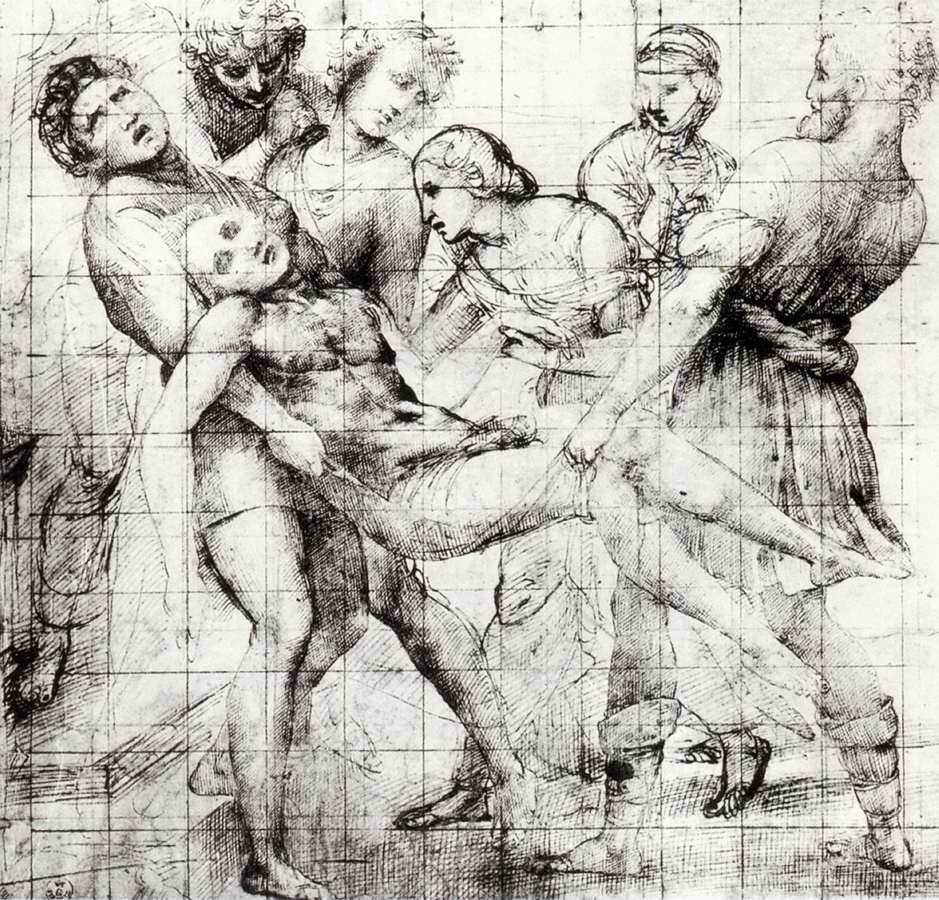
Estudi quadriculat per al Trasllat de Crist (1507). Galeria dels Uffizi, Florència.

L'estudi quadriculat que es custodia a la Galeria dels Uffizi de Florència mostra un estadi molt pròxim al del quadre final, si bé encara apareix una figura femenina entre el portador del cos de Crist que ocupa el centre del quadre i Maria Magdalena, que en la versió definitiva seria suprimida i traslladada al grup de dones que ajuden a la Verge.
Els personatges presenten diferents actituds i es relacionen entre ells amb naturalitat, de manera que es presenta un notable dinamisme en els moviments i en els gestos de tots els personatges. Així mateix, el cromatisme és brillant i variat.
Tota la sèrie de canvis en la composició en els dos anys en què Rafael va estar perfilant aquesta obra mostra com es va tractar d'una de les obres més importants per al geni d'Urbino del seu període florentí. S'hi dona una creació que integra diversos personatges en un quadre de gran format, cosa que no era habitual en la producció de Rafael fins al moment, sobretot perquè rebia encàrrecs de verges i retrats de menor complexitat compositiva. El Trasllat de Crist exemplifica els assoliments rafaelescs en un gran quadre del gènere d'història, que serien culminats en la realització de les seves Estances Vaticanes.
Vasari va dedicar-li grans elogis, qualificant-la de «diviníssima pintura» i comentant que va ser feta amb «tanta frescor i tant d'amor que es diria que l'acaben de pintar». Destaca la intensitat del dolor que reflecteixen els personatges, especialment Sant Joan Baptista, i la considera una obra sorprenent per l'esforç, l'amor i la gràcia que conté i per la bellesa de figures, vestits i detalls.